# PWS-22B3N
PWS-22B3N – projekt bombowca nocnego, jego konstruktorami byli inżynierowie Zbysław Ciołkosz i Antoni Uszacki. Konstruktorzy chcieli stworzyć projektem tym alternatywę dla samolotu Fokker F-VIIW3m. PWS-22B3N został opracowany w czerwcu 1929 roku. Jego dokumentacje przesłano do oceny w IBTL, a następnie do WZZA jako oficjalną ofertę wytwórni PWS. Projekt ten jednak nie został przyjęty i nigdy nie zszedł z desek kreślarskich konstruktorów.

## Konstrukcja
PWS-B3N był 3- lub 4-osobowym górnopłatem w układzie parasola. Kadłub i usterzenie spawane z rur stalowych, skrzydła drewniane dwudźwigarowe. Z zewnątrz pokryty sklejką i płótnem.

## Dane techniczne
Źródło
- Rozpiętość – 28 m
- Długość – 19,5 m
- Wysokość – 6 m
- Masa własna – 2993 kg
- Masa użyteczna – 2607 kg
- Masa całkowita – 5600 kg
- Prędkość maksymalna – 200 km/h
- Prędkość przelotowa – 160 km/h
- Prędkość lądowania – 73 km/h
- Rozbieg – 263 m
- Dobieg – 180 m